# Iván Vasilchenko
Iván T. Vasilchenko (Иван Т. Васильченко, también transliterado Vassilczenko, 1903 - 2002 ) fue un botánico ruso, de extraordinarias cualidades taxonómicas, habiendo trabajado extensamente en la flora de Rusia.

## Algunas publicaciones
Vassilczenko, IT. 1979. On the systematic position of the genera Medicago L. and Trigonella L. Nov. Syst. Plant. Vasc. 16, pp. 130–138 (en ruso)

### Libros
- Vasilchenko, IT. 1974. Novosti sistematiki vysshikh rastenii. Leningrado : Naúka. Series Novitates systematicae plantarum vascularium t. 11. 362 pp. il.
- Vasilchenko, IT; LI Vasileva. 1975. Gerbarii Sovetskogo Soiuza : spravochnik. Leningrado: Nauka. 59 pp.

- La abreviatura «Vassilcz.» se emplea para indicar a Iván Vasilchenko como autoridad en la descripción y clasificación científica de los vegetales.[2]